# Catedral d'Anvers
La catedral d'Anvers és una església gòtica a Anvers, Bèlgica.
Construïda entre dos segles, de 1352 a 1521, segons un disseny dels arquitectes Jan i Pieter Appelmans, la catedral pot ser considerada com un dels cims de l'art gòtic brabançó. La torre més alta fa 123 m d'alçària i va ser finançada per la ciutat. És la torre més alta de tot el Benelux. Una segona torre havia de ser finançada per la parròquia però per falta de diners no va atènyer l'alçada prevista en el seu disseny.

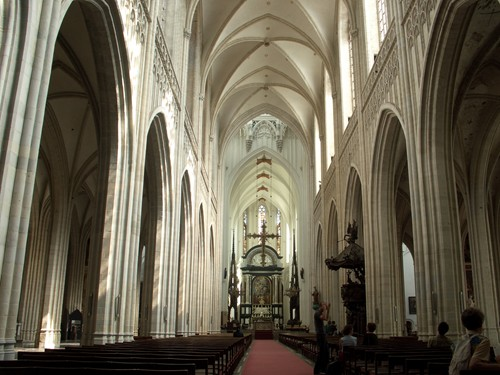
Interior

L'església actual va reemplaçar una antiga església romànica construïda al mateix indret; l'emperador Carles V va tenir l'ambició de construir una de les majors esglésies del món però l'incendi de 1533 el feu despertar d'aquest somni. El 1570, es va crear la diòcesi d'Anvers que promocionaria l'església a l'estatut de catedral.
Conté un cert nombre d'obres significatives del pintor barroc Peter Paul Rubens, així com d'altres pintors com Otto van Veen, Jacob de Backer i Marten de Vos.